# Thelma (prénom)
Pour les articles homonymes, voir Thelma.
 (juin 2015).
Si vous disposez d'ouvrages ou d'articles de référence ou si vous connaissez des sites web de qualité traitant du thème abordé ici, merci de compléter l'article en donnant les références utiles à sa vérifiabilité et en les liant à la section « Notes et références ».
Thelma est un prénom féminin.

## Étymologie et origine
Prénom féminin de la racine grecque theléma : la volonté, le désir, mis au jour par la romancière anglaise du XIXe siècle, Marie Corelli.

## Son apparition et ses influences

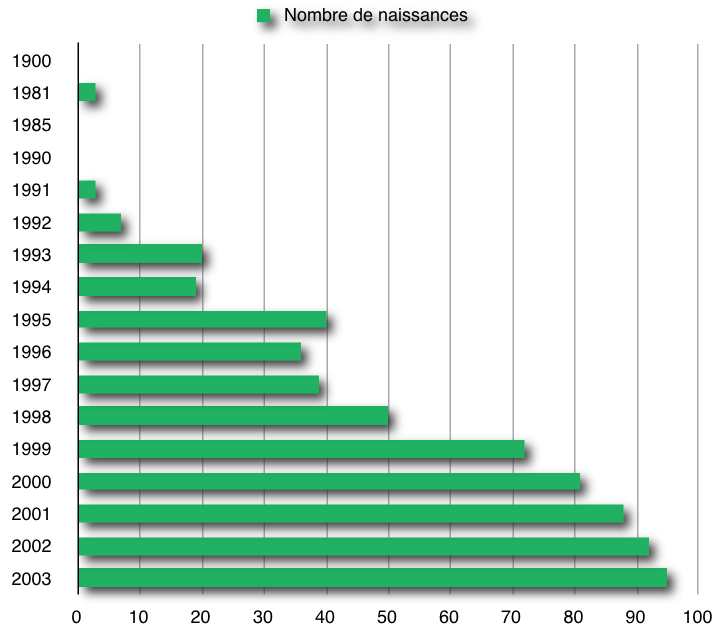
Naissance portant le prénom Thelma

### Littérature
Le roman de Marie Corelli intitulé Thelma eut un grand succès dans les pays anglophones. Le prénom de l'héroïne fut attribué en Angleterre comme aux États-Unis peu de temps après sa sortie, en 1891 où il est toujours en usage. Il n'est arrivé en France qu'un grand nombre d'années plus tard et reste encore discret.

### Cinéma
En 1991 le film américain Thelma et Louise, réalisé par Ridley Scott, a parmi ses principaux personnages une femme dénommée Thelma. Il raconte l'histoire de deux femmes ; Thelma, femme au foyer et Louise qui sont traquées par les forces de l'ordre pour meurtre. Thelma est une ménagère qui s'ennuie, Louise est serveuse dans un café. 

## De 1900 à 2003
Le prénom Thelma a évolué durant les années, lentement et en faible nombre, en 2003, le prénom a grimpé seulement à 95 filles portant ce nom.